# Hisatsune Sakomizu
Hisatsune Sakomizu (迫水 久常, Sakomizu Hisatsune, né le 5 août 1902 à Kagoshima – Décédé le 25 juillet 1977 à Tokyo), est le secrétaire privé du premier ministre japonais Keisuke Okada à partir de 1936. Il échappe de peu à une mort certaine lors de l'attentat perpétré contre ce dernier par un groupe de militaires qui désavouent sa politique. 
Il est choisi par l'empereur Hiro-Hito pour annoncer la reddition japonaise aux Américains en août 1945. Exclu du monde politique jusqu'en 1952, il est élu par la suite à deux reprises à la Chambre des Représentants comme député libéral-démocrate, servant de directeur de l'Agence Économique territorial du pays en 1960 et 1961 avant d'être nommé Ministre des télécommunications de 1961 à 1962. Au moment de son décès, il est député à la Chambre haute de la Diète japonaise, remplissant un quatrième mandat.